# Wilderness Act

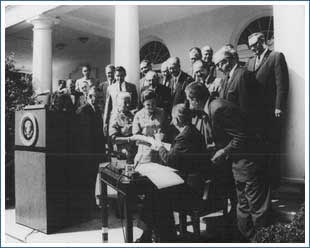
Le président Lyndon B. Johnson signe le Wilderness Act de 1964.

Le Wilderness Act ou Loi sur la protection de la nature est une loi fédérale américaine votée en 1964. Rédigée par Howard Zahniser de la Wilderness Society (Société pour la protection de la nature), elle définit légalement la naturalité (wilderness) comme :  « un lieu où la terre et sa communauté de vie ne sont point entravés par l'homme, où l'homme lui-même n'est qu'un visiteur de passage. ». Elle établit le National Wilderness Preservation System et protège 37 000 km2 de forêts fédérales qui n'étaient auparavant protégées que par décret.

## Aujourd'hui
Aujourd'hui le Wilderness System comprend plus de 429 000 km2 de territoire fédéral administré par quatre agences, comme indiqué dans le tableau ci-dessous.
| Le National Wilderness Preservation System: Territoires administrés par chaque agence gouvernementale (état juillet 2004) |                |                                              |
| Agence | Surface en km² | Pourcentage de régions naturelles par agence |
| National Park Service | 176 508        | 56 %                                         |
| Service des forêts des États-Unis                                                                                         | 141 104        | 18 %                                         |
| U.S. Fish and Wildlife Service                                                                                            | 83 766         | 22 %                                         |
| Bureau of Land Management                                                                                                 | 26 354         | 2 %                                          |
| Total : | 427 733        | 17 % du territoire fédéral.                  |